# 贾雅·巴强
贾雅·巴强（1948年4月9日—）是一名印度政治家及女演員。巴克罕的丈夫是印度超級巨星阿米塔布·巴强，兒子阿彼锡·巴强及媳婦艾西瓦娅·巴强均是寶萊塢的知名演員。在成為政治家之前，巴克罕是一名知名女演員並曾三次成為印度電影觀眾獎的最佳女主角得獎者。她在1992年獲得印度政府頒發的莲花士勋章。
贾雅·巴强在1971年出道，首部電影是電影《Guddi》。1973年結婚及生子後，她開始減少工作並間中接拍少量電影。

## 外部連結
- 贾雅·巴强在互联网电影资料库（IMDb）上的資料（英文）
- 贾雅·巴强在豆瓣上的资料（简体中文）